# Мајкл Вудс
Мајкл Расел Вудс (енгл. Michael Russell Woods; Источни Јорк, 12. октобар 1986) канадски је бициклиста који тренутно вози за UCI про тур тим — Израел—премијер тех. Освојио је два пута Руте д’Окитаније трку, док је по једном освојио Милано—Торино и првенство Канаде у друмској вожњи. Остварио је двије етапне побједе на Вуелта а Еспањи и једну на Тур де Франсу, а на Свјетском првенству у друмској вожњи освојио је једном бронзану медаљу.
У младости се бавио трчањем и постао је први возач који је завршио Тур де Франс, а да је миљу истрчао за мање од четири минута. Такође, од 1.663 особе у Канади које су миљу истрчале за мање од четири минута, једини је који је остварио професионалну каријеру у неком спорту.

## Дјетињство и јуниорска каријера
Рођен је 1986. године у тадашњој општини Источни Јорк у Торонту, а његова породица се преселила у Отаву док је он ишао у школу. Током школовања играо је хокеј на леду, гдје му је била жеља да игра за Торонто мејпл лифсе на позицији лијевог крила. Био је сувише мали и није могао да пронађе клуб ван локалне лиге, због чега је одлучио да се бави другим спортом. У 9. разреду средње школе Хилдкрест почео је да тренира трчање, изјавивши да се заљубио у атмосферу током првог тренинга на стази. Енглески језик у школи предавао му је Пол Девар, који је касније изабран за члана Парламента.
Године 2001. освојио је првенство Онтарија у кросу до 15 година, а 2005. поставио је канадски јуниорски рекорд на миљу, истрчавши је у времену од 3:57,48. Исте године је освојио златну медаљу у трци на 1500 метара на Панамеричком првенству за јуниоре и са 19 година је поставио олимпијски б стандард на 1500 метара. Имао је неколико понуда за стипендирање, а изабрао је Универзитет у Мичигену, због тога што је Кевин Саливан студирао на њему, а касније поставио канадске рекорде на миљу и 1500 метара, изјавивши да је желио да иде његовим стопама. На Универзитету му је тренер био Рон Вархурст, а са њим су тренирали Ник Вилис и Нејт Бранен, са којима је покушавао да држи корак на сваком тренингу и трци, а затим је 2007. доживио прелом због премора лијевог стопала, о чему је изјавио да је био зависник од тренинга и да су га тренинг и трке потрошили до нездраве мјере. Он је истакао да је био превише арогантан, да је мислио да може да трчи са свима и да се послије три—четири године таквог режима потпуно распао. Два пута се оперисао како би ријешио проблем са стопалом, током рехабилитација се осјећао добро, али би се повриједио сваки пут када је поново почео да трчи. У склопу опоравка возио је собни бицикл како би активно тренирао.
Дипломирао је 2008. са дипломом енглеског језика, али је истакао да није био спреман да уради било шта са тим јер је претпостављао да ће имати каријеру тркача након колеџа. Након дипломирања, водио је продавницу обуће у Отави, гдје су људи међусобно коментарисали да је некада био добар тркач, што му је тешко падало, а истакао је да му нису требали подсјетници. Почео је да ради у банци, гдје је провео неколико године, али је изјавио да му није било лако јер није био добар са бројевима.. Године 2012. поново је покушао да трчи, на трци до 10 километара, коју није могао да заврши и почео је да шепа, послије чега је одлучио да престане да трчи, изјавивши да је схватио да ће исход увијек бити исти и да је само питање да ли му је потребна нова операција. Рекао је да га је то сломило, да се идентификовао само као тркач и да је много ноћи лежао у кревету, зурећи у плафон и питајући се гдје је погријешио. Његов отац је у том периоду купио бицикл, а након што је смршао неколико килограма, Вудс је одлучио да набави бицикл и изјавио је да је уживао у вожњи јер није осјећао болове и није се повређивао. Упознао се са групом бајкера који су се називали Сајклери и са којима је возио прву трку од 50 километара, а затим се придружио аматерском тиму који су основали. Исте године је возио локалну трку Тур де Бос, коју је завршио на 20 мјесту у генералном пласману, а првенство Канаде завршио је на 21 мјесту.

## Професионална каријера

### 2013—2015.
Професионалну каријеру почео је 2013. у тиму Кубекор—гарно, а прве сезоне је Тур де Бос трку завршио на деветом мјесту у генералном пласману, два минута иза Нејтана Брауна. У децембру, током меденог мјесеца на Хавајима, тренирао је на успону до вулкана Халеакала, који је најдужи калдрмисани успон на свијету. Успон је укупне дужине од 56,9 километара и одвезао га је у времену од 2:32:24, чиме је за 27 секунди срушио рекорд који је поставио Рајдер Хеседал.
Године 2014. прешао је у италијански тим Аморе вита—селе СМП. Тур де Бос завршио је на шестом мјесту у генералном пласману, два и по минута иза Томса Скујинша, а првенство Канаде у друмској вожњи на четвртом мјесту, преко минут иза Свејна Тафта. У јуну је напустио тим да не би био повезан са допингом због којег је суспендован његов сувозач Лука Бенедети. Прешао је у тим 5 аур енерџи, са којим га је повезао бивши сувозач из Стивенс рејсинга. У септембру је по први пут возио класике Лаурентијан, завршивши Гран при сајклисте де Квебек на 75 мјесту, а два дана касније је Гран при сајклисте де Монтреал завршио на 26 мјесту и био је најбоље пласирани канадски возач. Током трке су многи људи возили бицикл или навијали поред друма са мајицама фан клуба Мајкла Вудса, а на сваком дијелу руте су га навијачи бодрили након чега му је пришао један од возача и групе и рекао му: „Човјече, имаш пуно обожаватеља.“ На крају сезоне, изабран је у тим Канаде за друмску трку на Свјетском првенству. Мучио се на неколико спустева, а у једном тренутку је морао да стане да издува ваздух из гуме, због чега је отпао из групе и одустао је након што су га достигли за цијели круг.
Године 2015. прешао је у тим Оптум—кели бенефит, гдје је почетком сезоне освојио класик Луле у Португалији, десет секунди испред Сезара Фонтеа, чиме је остварио прву побједу у каријери. У мају је возио Тур оф Гила трку, гдје је побиједио на последњој, петој етапи и завршио је на четвртом мјесту у генералном пласману, минут иза Роба Бритона. У августу је возио Тур оф Јута трку, гдје је побиједио на петој етапи двије секунде испред Сонија Колбрелија и преузео је лидерску мајицу. Шесту етапу је завршио на другом мјесту, преко минут иза Џоа Домбровског и пао је на друго мјесто у генералном пласману. Последњу, седму етапу, завршио је у десеточланој групи која је дошла на циљ 20 секунди иза Лашана Нориса и трку је завршио на другом мјесту у генералном пласману, 50 секунди иза Домбровског. У финишу сезоне возио је класике Лаурентијан, завршивши Гран при сајклисте де Монтреал на 23 мјесту, 15 секунди иза Тима Веленса, који је напао у последњем кругу и одвојио се заједно са Адамом Јејтсом.

### 2016—2020.
Године 2016. прешао је у ворлд тур тим Кенондејл. Сезону је почео на Сантос тур даун андеру, који је завршио на петом мјесту, 20 секунди иза Сајмона Геранса. Ушао је у састав тима Канаде за Олимпијске игре 2016. у Рио де Жанеиру, гдје је друмску трку завршио на 55 мјесту од 63 возача колико их је завршило, у групи која је дошла на циљ 20 минута иза Грега ван Авермата. У финишу сезоне, Милано—Торино је завршио на другом мјесту, девет секунди иза Мигела Анхела Лопеза.
Године 2017. завршио је Гран при Мигел Индураин, 23 секунде иза Сајмона Јејтса, који је напао на 10  до циља и остварио соло побједу. Средином априла возио је арденске класике; завршио је Флеш Валон на 11 мјесту, у групи у којој је побиједио Алехандро Валверде, након чега је Лијеж—Бастоњ—Лијеж завршио на деветом мјесту, седам секунди иза Валвердеа. У мају је возио своју прву гранд тур трку — Ђиро д’Италију. Двије етапе је завршио на петом мјесту и помогао је Пјеру Ролану да оствари етапну побједу, а трку је завршио на 38 мјесту у генералном пласману. У финишу сезоне возио је Вуелта а Еспању, гдје је девету етапу завршио на трећем мјесту, пет секунди иза Криса Фрума. До краја је још двије етапе завршио у првих десет и завршио је на седмом мјесту у генералном пласману, осам и по минута иза Фрума.
Године 2018. завршио је Лијеж—Бастоњ—Лијеж на другом мјесту, 37 секунди иза Боба Јунгелса, о чему је изјавио да му је то најбољи резултат у каријери. У мају је возио Ђиро д’Италију, гдје је четврту етапу завршио на другом мјесту, изгубивши у спринту од Веленса. У генералном пласману завршио је на 19 мјесту, преко сат иза Фрума. У септембру је возио Вуелта а Еспању, гдје је побиједио на етапи 17, пет секунди испред Дилана Тунса, остваривши прву етапну побједу на некој гранд тур трци. Дана 30. септембра, возио је друмску трку на Свјетском првенству. На почетку успона на Хетингер Хел, бројни возачи су отпали, а у главној групи су остали Жилијен Алафилип, Ромен Барде, Тибо Пино, Валверде и Ђани Москон. Убрзо су Алафилип и Пино отпали од групе, док се Вудс вратио у трочлану групу напријед. Москон је отпао, а Барде, Валверде и Вудс су прије врха успона достигли Валгрена који је био у бијегу. Заједно су прошли преко успона, а Том Димулен их је достигао на 2 km до циља и одмах је напао, али је брзо достигнут. У припреми за спринт, Валверде је предводио групу у последњих неколико стотина метара и у спринту је побиједио и освојио Свјетско првенство по први пут. Вудс је завршио на трећем мјесту и освојио је бронзану медаљу, што је била прва медаља за Канаду у друмској трци након 1984. године, као и прва медаља у друмском бициклизму након 2008. када је Тафт освојио сребрну медаљу у вожњи на хронометар. У финишу сезоне возио је класике у Италији, завршивши Ђиро дел’Емилију на четвртом мјесту, девет секунди иза Алесандро де Марки Алесандра де Маркија, а Ђиро ди Ломбардију на 13 мјесту, минут и по иза Пиноа.
Сезону 2019. почео је на Сантос тур даун андеру, који је завршио на седмом мјесту у генералном пласману, 38 секунди иза Дерила Импија, након чега је возио Хералд сан тур, гдје се на другој етапи одвојио заједно са Ричијем Портом, којег је побиједио у спринту и преузео је лидерску мајицу. Трку је завршио на трећем мјесту у генералном пласману, минут и 50 секунди иза Дилана ван Барлеа. У марту је Вуелта а Каталуњу завршио на шестом мјесту у генералном пласману, минут и 40 секунди иза Мигела Анхела Лопеза, а крајем априла завршио је Лијеж—Бастоњ—Лијеж на петом мјесту, у мањој групи која је дошла на циљ 57 секунди иза Јакоба Фуглсанга. Тур де Романди је завршио на десетом мјесту у генералном пласману, преко два минута иза Приможа Роглича, гдје је три од пет етапа завршио на четвртом мјесту. У јулу је возио Тур де Франс по први пут, гдје је етапу 18 завршио на седмом мјесту, скоро пет минута иза Наира Кинтане, а у генералном пласману завршио је на 32 мјесту, преко сат иза Бернала. Недељу дана послије Тур де Франса возио је Класик Сан Себастијан, који је завршио на деветом мјесту, у групи која је дошла на циљ 38 секунди иза Ремка Евенепула. У септембру је возио класике у Канади, завршивши Гран при сајклисте де Квебек на 17 мјесту у групном спринту, у којем је побиједио Мајкл Метјуз. Два дана касније возио је Гран при сајклисте де Монтреал, који је завршио на осмом мјесту у спринту у којем је побиједио Ван Авермат. Дана 5. октобра возио је Ђиро дел’Емилију, коју је завршио на другом мјесту, 14 секунди иза Роглича који је напао на последњем успону и остварио соло побједу. Три дана касније возио је Милано—Торино, гдје је напао на посљедњем успону на 3 km до циља али је достигнут, након чега је напао поново на 2,6 km до циља, што је пратио само Давид Году. Бернал је затим напао из групе, што су пратили Јејтс и Валверде и достигли су водећи групу на 1,7 km до циља. На 300 метара до циља Вудс је напао поново и побиједио је испред Валвердеа, освојивши први класик у каријери. Ђиро ди Ломбардију је завршио на петом мјесту, 34 секунде иза Молеме, а сезону је завршио на Јапан купу, гдје је напао са Молемом у 13 кругу, до краја су радили заједно, дошли су 44 секунде испред групе, а у спринту је изгубио од Молеме и завршио је на другом мјесту.
Сезону 2020. почео је на Париз—Ници, али је напустио током шесте етапе, због прелома бутне кости у паду. Због пандемије ковида 19 у марту је прекинута читава сезона у бициклизму, а трке су или одложене или отказане. Након што је сезона настављена у августу, возио је Ђиро ди Ломбардију, коју је завршио на 29 мјесту. У септембру је возио Тирено—Адријатико, гдје је на трећој етапи напао на последњем успону, што је пратио само Рафал Мајка, а Вудс је побиједио у спринту, остваривши прву побједу у сезони и преузео је лидерску мајицу. На четвртој етапи, Сајмон Јејтс је напао на 3 km до врха последњег успона, на 15 km до циља, што су пратили Герент Томас, Вудс, Мајка и Александар Власов. На спусту их је достигла група од шест возача, након чега су напали Лукас Хамилтон и Фаусто Маснада. Вудс је радио у другој групи, која је дошла на циљ десет секунди иза водећег двојца, а у спринту је побиједио и завршио је етапу на трећем мјесту. На петој етапи није могао да прати Јејтса који је напао на 4  до циља и завршио је на 11 мјесту, минут и 46 секунди иза Јејтса и пао је на осмо мјесто у генералном пласману. На осмој етапи вожен је хронометар дуг 10,1 km, који је завршио минут и 40 секунди иза Филипа Гане и завршио је на осмом мјесту у генералном пласману, преко два минута иза Јејтса. Крајем септембра, Флеш Валон је завршио на трећем мјесту, иза Марка Иршија и Беное Коснефрое. У октобру је возио Вуелта а Еспању, гдје је на шестој етапи био у бијегу и завршио је на другом мјесту, 25 секунди иза Јона Изагиреа, који је напао на 3 km до циља. У бијегу је био и на седмој етапи, гдје је напао на спусту у последњем километру и побиједио је четири секунде испред Омара Фраилеа и Валвердеа. На етапи 14 је поново био у бијегу, гдје је Веленс напао на 9 km до циља и издвојила се група од три возача, док је Вудс остао у другој групи. Групе су се спојиле у последњем километру, а у спринту је завршио на другом мјесту, иза Веленса. У генералном пласману завршио је на 34 мјесту, сат и по иза Роглича.

### 2021—
Године 2021. прешао је у Израел старт ап нејшон, са којим је потписао трогодишњи уговор. Сезону је почео на трци Тур де Алпс маритимес ет ди Вар, гдје је на другој етапи напао на успону на 400 метара до циља и побиједио је двије секунде испред Молема, преузевши такође лидерску мајицу, секунду испред Молеме. На последњој, трећој етапи, Ђанлука Брамбила је побиједио из бијега, док је Вудс завршио на десетом мјесту, 18 секунди иза и трку је завршио на другом мјесту у генералном пласману, пет секунди иза Брамбиле. Крајем марта возио је Вуелта а Каталуњу, гдје је хронометар на другој етапи завршио на 65 мјесту, минут и 45 секунди иза Роана Дениса. На трећој етапи, Валверде је напао на 7  до циља, након чега су му се придружили Кинтана, Чиконе и Карапаз. На 5 km до циља, Адам Јејтс и Сеп Кус су напали и стигли до групе која је била испред, док је Вудс остао у групи иза и завршио је на осмом мјесту, 36 секунди иза Адама Јејтса. На четвртој етапи, Естебан Чавез је напао на 7  до циља, а на челу главне групе су радили возачи Инеоса — Денис, Карапаз и Порт и у групи је остало девет возача. Чавез је побиједио, а Вудс је завршио на другом мјесту, одспринтавши групу која је дошла на циљ седам секунди иза Чавеза и дошао је на 12 мјесто у генералном пласману На посљедњој, седмој етапи, тим Мовистар је радио на челу у покушају да Валверде дође до подијума. Валверде је напао на три круга до краја, што су пратили сви возачи из генералног пласмана осим Куса. Група је дошла на циљ заједно и Вудс је трку завршио на 11 мјесту у генералном пласману, минут и 48 секунди иза Адама Јејтса, прескочивши Кинтану. У априлу је Флеш Валон завршио на четвртом мјесту, осам секунди иза Алафилипа, након чега је Лијеж—Бастоњ—Лијеж завршио на петом мјесту, последњем у спринту прве групе која је дошла на циљ, а коју је одспринтао Тадеј Погачар. Сезону је наставио на Тур де Романди трци, гдје је побиједио на четвртој етапи, 17 секунди испред Бена о Конора и преузео је лидерску мајицу. Хронометар на последњој, петој етапи, завршио је на 28 мјесту, минут и 11 секунди иза Ремија Кавање и трку је завршио на петом мјесту у генералном пласману, 43 секунде иза Томаса. У јуну је возио Тур де Свис трку, гдје је пету етапу завршио на трећем мјесту, одспринтавши мању групу која је дошла на циљ 39 секунди иза Карапаза и Фуглсанга и дошао је на седмо мјесто у генералном пласману, минут и по иза Карапаза. На последњој, осмој етапи, напао је на последњем успону, прешао је сам преко врха, а на спусту га је достигао Ђино Медер. До циља су радили заједно, а у спринту је побиједио Медер, док је Вудс другим мјестом трку завршио на петом мјесту у генералном пласману, скоро три минута иза Карапаза. У јулу је возио Тур де Франс, гдје је био у бијегу на осмој етапи, али није могао да прати Дилана Тунса на последњем успону и завршио је на трећем мјесту, 47 секунди иза Тунса и три секунде иза Јона Изагиреа. У бијег је отишао и на етапи 14, гдје је прошао други преко првог успона, иза Ваута Пулса, а затим је побиједио Пулса на другом успону и опет завршио иза њега на трећем успону. Молема је напао на 42 km до циља, што нико није пратио и остварио је соло побједу. Пулс је отпао на последњем успону, док је Вудс завршио на петом мјесту, минут и десет иза Молеме и преузео је тачкасту мајицу, за лидера брдске класификације, четири поена испред Кинтане и пет испред Пулса. На етапи 15 је поново био у бијегу, гдје је преко првог успона прошао на трећем мјесту, иза Пулса и Ваута ван Арта, док је други успон поново прешао на трећем мјесту, иза Ван Арта и Пулса. На последњем успону је отпао, етапу је завршио преко шест минута иза Куса, а у брдској класификацији је пао на друго мјесто, осам поена иза Пулса. Пред почетак етапе 19 напустио је трку како би се припремио за Олимпијске игре.
Крајем јула возио је друмску трку на Олимпијским играма 2020. које су због пандемије ковида 19 помјерене за 2021. На 40 km до циља, на успону Микуни одвојила се група од 13 возача, у којој је био и Вудс. Карапаз и Брендон Макналти су напали из групе и стекли су предност од 40 секунди у посљедњих 20 километара. На 6 km до циља Макналти је отпао, а Карапаз је повећавао предност и остварио је соло побједу, док је Вудс завршио на петом мјесту, у спринту осмочлане групе која је дошла на циљ минут и седам секунди иза. У септембру је возио Тур оф Бритејн трку, коју је завршио на петом мјесту у генералном пласману, минут иза Ван Арта. Почетком октобра је возио класике у Италији, завршивши Ђиро дел’Емилију на трећем мјесту, пет секунди иза Роглича и двије секунде иза Алмеиде. Четири дана касније возио је Милано—Торино, гдје се одвојила група фаворита у посљедњих 50 километара. Адам Јејтс је напао на 4  до циља, што су пратили Роглич, Погачар и Алмеида, док је Вудс радио у групи иза и завршио је на петом мјесту, одспринтавши групу која је дошла на циљ 48 секунди иза Роглича. Сезону је завршио на Ђиро ди Ломбардији, гдје је Погачар напао на 35 km до циља, а касније га је достигао Фаусто Маснада. Вудс је радио у групи од седам возача која је дошла на циљ 51 секунду иза њих, а у спринту је завршио на деветом мјесту, последњем у групи.
Сезону 2022. је почео на Вуелта а Андалузија рута дел сол трци, коју је морао да напусти прије почетка друге етапе због стомачних проблема. Крајем фебруара возио је Гран камињо трку, гдје је побиједио на другој етапи, 16 секунди испред Валвердеа и преузео је лидерску мајицу, остваривши прву побједу у сезони и девету у каријери. На трећој етапи, напао је на последњем успону заједно са Валвердеом и Иван Соса Иваном Сосом, са којима је дошао на циљ а у спринту је завршио на другом мјесту, иза Валвердеа. Хронометар на последњој, четвртој етапи, завршио је на десетом мјесту, 27 секунди иза Марка Падуна, а 17 секунди иза Валвердеа и трку је завршио на другом мјесту у генералном пласману, седам секунди иза Валвердеа. Дана 20. априла завршио је Флеш Валон на шестом мјесту, у групи која је дошла на циљ седам секунди иза Тунса који је напао на 200 метара до циља. Четири дана касније возио је Лијеж—Бастоњ—Лијеж, гдје је Евенепул напао на успону Коте де ла Редут, на 30  до циља, што нико није могао да прати. Вудс је радио у другој групи, која је дошла на циљ 48 секунди иза Евенепула и завршио је на десетом мјесту. У јуну је возио Руте д’Окитаније трку, гдје је побиједио на трећој етапи, преко минут испред Карлоса Родригеза и преузео је лидерску мајицу. Последњу етапу је завршио у групи и освојио је трку минут и 16 секунди испред Родригеза. У јулу је возио Тур де Франс, гдје је био у бијегу на неколико етапа, али је морао да напусти трку прије почетка последње, етапе 21, јер је био позитиван на ковид 19. У августу је возио Вуелта а Еспању, али је на трећој етапи пао и морао је да напусти трку, У финишу сезоне возио је класике у Италији, али није завршио ниједан, док је сезону завршио на Ђиро ди Ломбардији.
Сезону 2023. почео је на класицима у Француској, завршивши Фон—Ардеше на 14 мјесту, у групи која је дошла на циљ 54 секунде иза Алафилипа. Средином марта возио је Вуелта а Каталуњу. Циљ прве етапе био је на благом успону; на циљ је дошла група од 25 возача, Роглич је побиједио у спринту, док је Вудс завршио на 13 мјесту. Циљ друге етапе био је на успону Валтер 2000. На 6,4 km до циља, Чавез је напао и стекао је 33 секунде предности, док је Џек Хејг радио на челу у групи. На 2 km до циља, Микел Ланда је напао из групе, што су пратили Евенепул и Роглич, а затим их је достигао и Чиконе. Вудс није могао да их прати и завршио је на осмом мјесту, 15 секунди иза Чиконеа који је побиједио у спринту и дошао је на шесто мјесто у генералном пласману. На трећој етапи, Евенепул је напао на 5 km до циља, што је пратио само Роглич, док је Вудс радио у другој групи и завршио је на седмом мјесту, 13 секунди иза. На петој етапи, Евенепул је напао на посљедњем успону, што су пратили Роглич и Солер, док је Вудс возио на темпо и завршио је 56 секунди иза Роглича. На посљедњој, седмој етапи, Евенепул је напао на 28 km до циља, што су пратили само Роглич и Солер, који је отпао на успону Монжуик. Вудс је радио у другој групи и завршио је на 13 мјесту, 58 секунди иза Евенепула и Роглича и трку је завршио на шестом мјесту у генералном пласману, три минута и три секунде иза Роглича. Сезону је наставио на Флеш Валону, гдје је Погачар напао на успону Мур де Иј у финишу, а затим су кренули Матијас Скјелмосе и Ланда, који нису могли да га достигну и Погачар је побиједио, док је Вудс завршио на четвртом мјесту, три секунде иза. Четири дана касније возио је Лијеж—Бастоњ—Лијеж, гдје је Евенепул напао на 30 km до циља. Бројни возачи су се груписали иза њега, Вудс није могао да их прати и завршио је на 12 мјесту, у групи од девет возача која је дошла на циљ минут и 48 секунди иза Евенепула. Дана 13. јуна возио је класик Мон Ванту, који је завршио на другом мјесту, изгубивши у спринту од Ленија Мартинеза. Два дана касније стартовао је Руте д’Окитаније трку, гдје је побиједио на трећој етапи три секунде испред Кристијана Родригеза, након што је напао на последњем успону и преузео је лидерску мајицу. Последњу, четврту етапу, завршио је у групи и освојио је трку другу годину заредом, десет секунди испред Родригеза. У јулу је возио а Тур де Франс, гдје је прва етапа вожена у Билбаоу, у Баскији. Адам и Сајмон Јејтс су напали на спусту са посљедњег успона Коте де Пике и направили су предност испред групе. Адам Јејтс је побиједио нападом на 350 метара до циља, док је Вудс завршио на петом мјесту, у групи која је дошла на циљ 12 секунди иза, изгубивши у спринту од Погачара и Тиба Пиноа. На другој етапи, Виктор Лафај је напао у последњем километру и остварио је соло побједу, док је Вудс завршио на шестом мјесту, у групи коју је одспринтао Ван Арт и пао је на седмо мјесто у генералном пласману, након што су Јонас Вингегор и Ван Арт узели секунде бонификације. На петој етапи, Џај Хиндли је остварио побједу из бијега и узео жуту мајицу, док је Вудс отпао од групе на успону Кол де Мари Бланк и завршио је два минута иза Хиндлија, као и 20 секунди иза групе у којој је завршила већина фаворита и пао је на 11 мјесто у генералном пласману. На шестој етапи, на којој су вожени успони  Кол ди Турмале и Котерет Камбаск, отпао је рано од групе и изгубио је преко 20 минута. Након што је испао из борбе за генерални пласман, на деветој етапи, чији је циљ био на успону екстра категорије Пиј де Дом, дужине 13,3 km, који је вожен први пут након 35 година и трке 1988. отишао је у бијег заједно са још 13 возача. Матео Јоргенсен је напао на око 47 km до циља и имао је предност од минут и по на успону Пиј де Дом, али се његова предност постепено смањивала и Вудс га је достигао на 500 метара до циља и остварио је побједу, што му је била прва етапна побједа на Тур де Франсу у каријери. У бијег је ишао на још двије етапе, али га је група достизала и завршио је на 48 мјесту у генералном пласману, скоро три сата иза Вингегора. У финишу сезоне је возио класике у Италији, завршивши Ђиро дел’Емилију на петом мјесту, четири секунде иза Роглича који је побиједио нападом у финишу. Дана 3. октобра возио је Тре вале Варезине, гдје је Илан ван Вилдер напао на 10  до циља и остварио соло побједу, док је Вудс завршио на шестом мјесту, у групи која је дошла на циљ 18 секунди иза. Четири дана касније возио је Ђиро ди Ломбардију, гдје се на успону Пасо ди Ганија, на 30  до циља, одвојила група од седам возача, што Вудс није пратио. Он је радио у групи иза, док је Погачар напао на врху успона, а затим повећао предност на спусту и остварио соло побједу, а Вудс је завршио на 12 мјесту, минут и 46 секунди иза.
Сезону 2024. почео је на Класик Вар трци, гдје се у финишу одвојила група од шест возача. Барде је напао на 300 метара до циља, на темпо су иза њега ишли Тобијас Халанд Јоханесен и Лени Мартинез и достигли га; Мартинез је побиједио Јоханесена на циљу, а Вудс је завршио на четвртом мјесту, секунду иза. Дан касније стартовао је двоетапну трку Тур де Алпс маритимес, коју је завршио на десетом мјесту у генералном пласману, десет секунди иза Коснефрое. У мају је возио Ђиро д’Италију, али је морао да је напусти прије почетка шесте етапе, због пада у којем је учествовао на петој етапи и имао је блажи потрес мозга.

## Резултати на тркама

### Резултати на гранд тур тркама
| Гранд тур трке  | 2017. | 2018. | 2019. | 2020. | 2021. | 2022. | 2023. | 2024. |
| --------------- | ----- | ----- | ----- | ----- | ----- | ----- | ----- | ----- |
| Ђиро д’Италија  | 38    | 19    | —     | —     | —     | —     | —     |       |
| Тур де Франс    | —     | —     | 32    | —     |       |       | 48    |       |
| Вуелта а Еспања | 7     | 34    | —     | 34    | —     |       | —     |       |

| — | Није учествовао |
|   | Није завршио    |